# Kungsbacka (Gemeinde)
Koordinaten: 57° 29′ N, 12° 5′ O

Kungsbacka ist eine Gemeinde (schwedisch kommun) in der schwedischen Provinz Hallands län und der historischen Provinz Halland. Der Hauptort der Gemeinde ist Kungsbacka.
Das Wappen der Gemeinde ist von einem Siegel aus den 1580er-Jahren abgeleitet. Da die Kirche des Hauptortes der Heiligen Gertrud geweiht war, wird angenommen, dass diese abgebildet ist, auch wenn die Attribute nicht richtig stimmen. Man verzichtete jedoch auf eine Änderung des Wappens.